# 룸 666
《룸 666》(Room 666, Chambre 666)은 프랑스에서 제작된 빔 벤더스 감독의 1982년 다큐멘터리 영화이다. 샹탈 애커만 등이 주연으로 출연하였고 크리스 시버니치 등이 제작에 참여하였다.
1982년 칸 영화제 기간 동안 벤더스는 마르티제스 ers는 마르티네스 호텔 66호실에 고정 카메라를 설치하고 선정된 영화 감독에게 영화의 미래에 관한 질문 목록을 제공했다. 각 감독은 질문에 답하기 위해 16mm 릴(약 11분)을 1개씩이 주어졌다. 주된 질문은 "영화는 곧 길을 잃을 언어인가, 곧 죽을 예술인가?" 벤더스는 이 영상을 편집하고 소개를 추가했다.

## 출연

### 주연
- 샹탈 애커만
- 미켈란젤로 안토니오니

### 조연
- 마룬 배그다디
- 조나단 드미
- 라이너 베르너 파스빈더
- 장 뤽 고다르
- 로맹 구필
- 몬테 헬만
- 베르너 헤어조크
- 로베르 크라메르
- 폴 모리세이
- 수잔 세이들먼
- 노엘 심솔로
- 스티븐 스필버그
- 빔 벤더스
- 일마즈 귀니
- 마이크 드 레온